# Piazzale Roma
Piazzale Roma è il principale snodo viario per raggiungere dalla terraferma il nucleo storico della città di Venezia, inaugurato il 25 aprile 1933 come svincolo del nuovo ponte Littorio, ora ponte della Libertà.
Sul piazzale si affaccia un'imponente autorimessa in stile razionalista, che fino agli anni cinquanta fu il parcheggio coperto più grande d'Europa; nelle vicinanze del piazzale sorgono i giardini Papadopoli.

## Storia

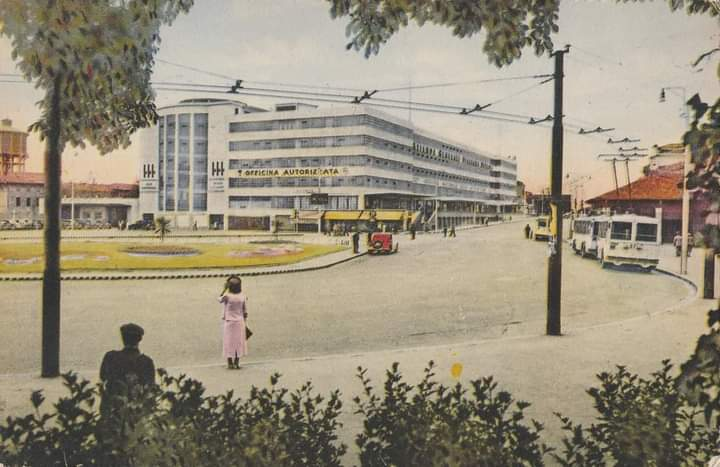
Piazzale Roma nel 1936

Già in epoca fascista si comprese l'importanza del sito, tanto che per la porta automobilistica di Venezia furono fatti molti progetti di riqualificazione, mai portati a termine.
L'opera fu invece fortemente osteggiata da Pompeo Gherardo Molmenti che, come senatore, si oppose alla costruzione del ponte Littorio e di piazzale Roma, per via del quale si prevedeva di abbattere giardini ed edifici tra cui il Purgo, un edificio bizantino, collocati nella zona di costruzione.

## Il nome
Il sindaco Massimo Cacciari, proponendo a fine agosto 2008 il nome "ponte della Costituzione" per il nuovo ponte progettato dall'architetto Santiago Calatrava, ha anche proposto di ribattezzare piazzale Roma con il nome dell'antifascista ed europeista Silvio Trentin, notando però le difficoltà conseguenti al mutamento di un nome fortemente radicato e conosciuto.
In precedenza il sindaco aveva proposto in sede di consiglio comunale il nome di "ponte de la Zirada" dato che il ponte si trova in corrispondenza della curva iniziale del Canal Grande, anticamente denominata zirada in lingua veneziana (a poca distanza si trova infatti la chiesa di Sant'Andrea della Zirada, ora completamente inglobata nel terminal automobilistico). La proposta ricalca quella che era la volontà dell'Amministrazione comunale negli anni trenta di chiamare il campo di fronte alla stazione ferroviaria di Santa Lucia "campo de la Zirada", ma durante il periodo fascista si preferì dare un nome, "piazzale Roma", per l'appunto, che richiamasse la centralità del potere.

## Trasporti

L'autorimessa al ponte Littorio in una cartolina d'epoca

Il terminal di piazzale Roma è il punto fondamentale di interscambio tra mezzi pubblici su strada (autobus, tram, pullman turistici e taxi) e lagunari (vaporetti e motoscafi) che smistano residenti e turisti. Accoglie, inoltre, grandi parcheggi a pagamento per chi sosta e ha intenzione di fermarsi in città.
In passato piazzale Roma era stato capolinea della rete filoviaria di Venezia Mestre.
Il collegamento pedonale diretto di piazzale Roma con la vicina stazione di Santa Lucia è assicurato, dal 2008, attraverso il ponte della Costituzione sul Canal Grande.

### Autolinee
Il piazzale è capolinea di molteplici linee urbane e linee extraurbane ACTV.
Nel piazzale si attestano anche altre linee di altre compagnie tra le quali Busitalia-Sita Nord.

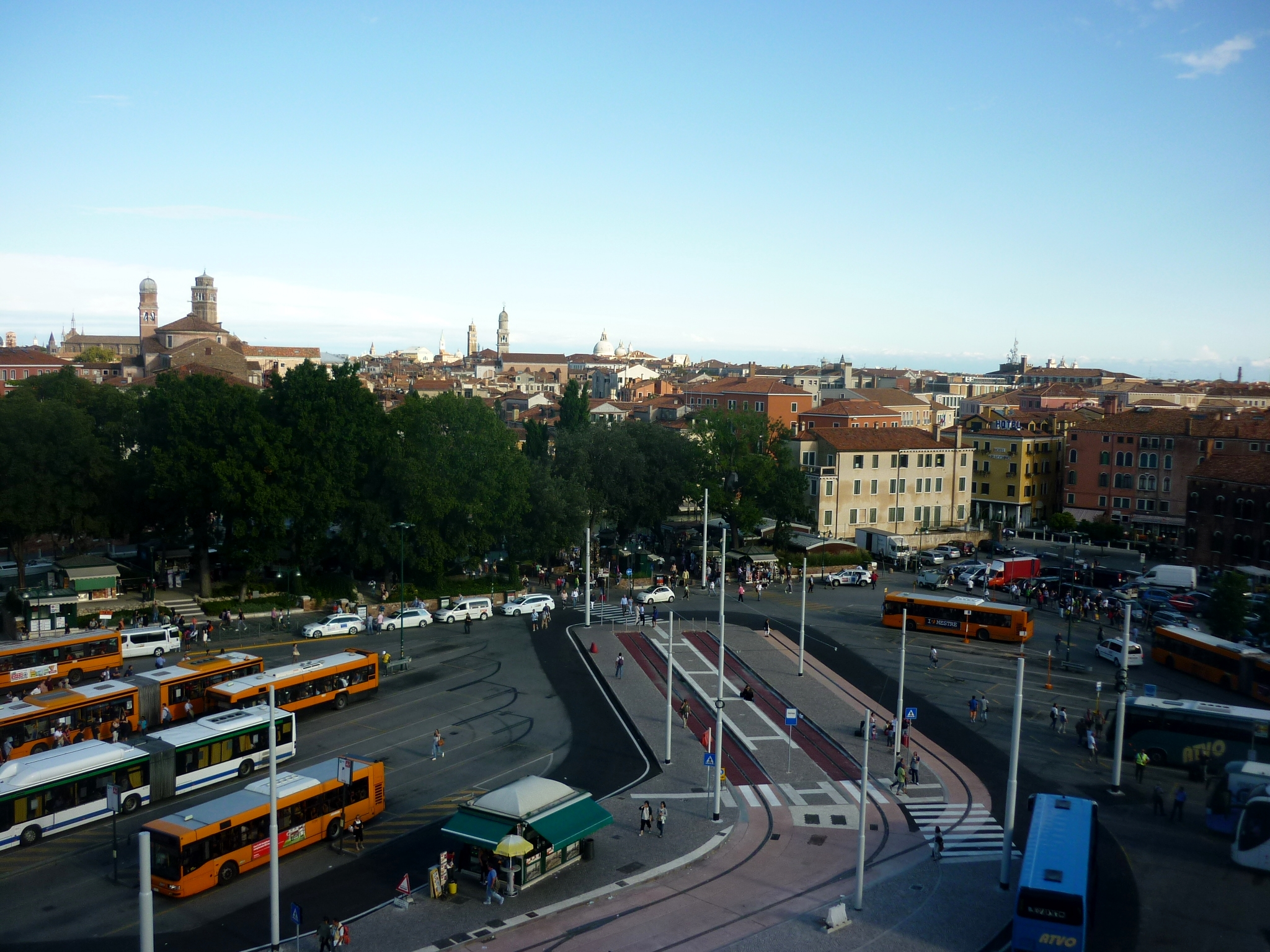
Il capolinea della tranvia

### Tranvia
Dal 16 settembre 2015 piazzale Roma ospita il capolinea della linea 1 della rete tranviaria di Venezia.

### People mover
Da piazzale Roma parte l'infrastruttura del people mover che permette di raggiungere il Tronchetto in 3 minuti, passando per la stazione marittima.